# Doryteuthis pealeii
El calamar pálido (Doryteuthis (Amerigo) pealeii) pertenece al orden Myopsida que incluye a calamares neríticos, normalmente de aguas poco profundas. Muchas de las especies son ágiles nadadores, se encuentran en grandes grupos y son pescados para comida y en algunos casos actuales para investigación médica (neurociencia).

## Clasificación y descripción
D. pealeii (también Loligo pealeii) pertenece a la clase Cephalopoda de moluscos; al orden de los myopsidos; a la familia de los loliginidos. Esta familia contiene especies de tamaño muy variable, como L. forbesii que tiene una longitud de 90 cm, hasta organismos enanos del género Pickfordiateuthis con masculinos de 14 mm de longitud.
El calamar flecha (D. pleii) es de tamaño mediano, alrededor de 50 cm de longitud. Como todos los calamares, posee diez brazos (ocho del mismo tamaño y dos más largos que son utilizados para cazar y sostener la presa). Posee tres corazones, dos de ellos cerca de las branquias (sistema circulatorio cerrado).

## Distribución
Atlántico oeste, en aguas superiores del talud continental desde Nueva Escocia hasta Venezuela, incluyendo el Golfo de México y el Mar Caribe.

## Estado de conservación
Es un recurso pesquero que tiende a ser sobreexplotado y está protegido por periodos de pesca temporales. 
La utilización de estos calamares en la medicina radica en la presencia de axones mil veces más grandes que su contraparte humana. Esto ha dado la oportunidad de estudiar las bombas de sodio y potasio con mayor detenimiento, ayudando así entender mejor las enfermedades del corazón, cáncer, enfermedad de Alzheimer y enfermedades del riñón.